# Кубанёв, Василий Михайлович
Васи́лий Миха́йлович Кубанёв (1921—1942) — советский поэт и журналист.

## Биография
Родился 13 января 1921 года в селе Орехово (ныне — в Касторенском районе Курской области). Жил в основном в городах Острогожск (ныне Воронежская область) и Мичуринск (ныне Тамбовская область), работал учителем и журналистом.
Окончил школу № 1 Мичуринска в 1938 году, после чего стал работать журналистом в газете «Новая жизнь» (Острогожск), был заведующим сельскохозяйственным отделом, в 1940 году полгода преподавал в начальной школе на хуторе Губарёвка Воронежской области. Он считал необходимым уничтожение фашизма. Поэтому заявление от 22 июня 1941 года о добровольном вступлении в армию появилось закономерно. В августе того же года Василий Кубанёв был направлен в Борисоглебскую авиашколу, где учился на стрелка-радиста. Но на фронт Кубанёв так и не попал. Тяжелая болезнь, сразила Василия, и он был вынужден вернуться в Осторогожск. Несмотря на болезнь вышел на работу в газету. Умер от воспаления лёгких, 6 марта 1942 г., похоронен в Острогожске. На его могиле установил бюст мичуринский скульптор Лев Гульшин. После смерти одна из фашистских бомб попала на могилу поэта, а вторая — в дом, где хранилось большинство рукописей Кубанёва.
Лауреат мемориальной медали имени Николая Островского, присуждённой ЦК ВЛКСМ за книгу «Если за плечами только восемнадцать».
Отдельные публикации были в газетах «Новая жизнь» (Острогожск), «Мичуринская правда» (Мичуринск), пионерской газете «Будь готов!» (Воронеж).
В большинстве своих стихотворений Кубанёв близок к «комсомольской поэзии» конца 1930-х годов, в которой наиболее яркой фигурой был Павел Коган.
Большую роль по сбору рукописей Кубанёва и изданию его первых сборников организовал его друг Борис Иванович Стукалин, работавший впоследствии редактором, председателем Госкомпечати СССР и послом Советского Союза в Венгрии. Активно творчество поэта пропагандируют сестра поэта Мария Михайловна Калашникова и журналист Николай Сергеевич Гамов. Также краевед Андрей Объедков написал монографию о Кубаневе и издал книгой. Объедков нашел 30 неизвестных стихотворений и издал отдельной книгой. Умер 6 марта 1942 года в городе Острогожске Воронежской области, где и похоронен.

## Память

### Премии
С 2001 года в городской газете «Мичуринская правда» существует премия имени Василия Кубанёва за лучшие публикации и присуждается ежегодно внештатным авторам в День печати и день рождения поэта — 13 января. Одним из лауреатов премии становилась сестра поэта — Мария Михайловна Калашникова.
В Воронеже присуждается областная литературная премия им. Василия Кубанёва для молодых авторов.   Премия в память поэта В. М. Кубанева была учреждена постановлением бюро Воронежского обкома ВЛКСМ в 1967 г.
   В период с 1991 по 1996 гг. премия им. В. М. Кубанева не присуждалась.
   С 1996 г. конкурс и присуждение премии стали ежегодными.
Лауреаты премии им. В. М. Кубанева:
1967
В. Г. Гордейчев – поэт
Ансамбль танца «Юность»
1968
К. Н. Успенская – художник
Н. М. Тростянский – композитор
1969
Вокальный ансамбль «Воронежские девчата»
1970
Г. Я. Лутков – поэт
1974
Ю. И. Удодов – композитор
1976
Н. В. Дятчин – музыкант
А. В. Каплан – музыкант
Л. И. Каребин – архитектор
С. Н. Никулин – поэт
В. И. Щербаков – коллекционер
1978
В. В. Беляев – композитор
С. Н. Волков – композитор
И. И. Евсеенко – писатель
1980
И. Н. Лукин – режиссёр и актер
1982
Т. В. Хатунцева – солистка балета
Народный ансамбль песни и танца «Черноземочка»
(художественный руководитель В. В. Соломахин)
1988
А. Г. Нестругин – поэт
1990
В. И. Дёгтев – писатель
1998
С. А. Попов – лингвист, краевед
2000
Н. С. Сапелкин – публицист
А. В. Шевелёв – архитектор
2002
А. В. Шевченко – музыкант
Ансамбль народного танца «Молодость»
(балетмейстер В. Д. Степыгина)

### Улицы, памятники
в Мичуринске
- с 1974 года существует улица имени Василия Кубанёва.
- на средней школе № 2 имеется мемориальная доска о том, что в этой школе учился известный поэт Василий Кубанёв.

в Острогожске
- на средней школе № 1 имеется мемориальная доска о том, что в этой школе учился известный поэт Василий Кубанёв.
- в сквере, который носит его имя, стоит памятник Василию Кубанёву.

в Воронеже
- именем Василия Кубанёва названа областная юношеская библиотека.
- в микрорайоне Масловка есть улица Василия Кубанёва.

## Публикации
- Кубанёв В. М. Перед восходом. Стихи. — Воронеж: Воронежское книжное издательство, 1955. — 116 с.
- Кубанёв В. М. Идут в наступление строки. — М.: Мол.гвардия, 1958. — 336 с.
- Кубанёв В. М. «Если за плечами только восемнадцать…». — М.: Мол. гвардия, 1971. — 256 с. — (Тебе в дорогу, романтик)
- Кубанёв В. М. Человек-Солнце. Стихи. Размышления. Афоризмы / Предисл. И. Толстого. — Воронеж: Центр.-Чернозём. кн. изд-во, 1972. — 247 с.
- Кубанёв В., Чекмарёв С. Стихи, дневники, письма. — М.: Мол. гвардия, 1981. — 366 с. — (Библиотека юношества)
- Кубанёв В. М. Стихотворения. Эскизы поэм. Миниатюры. Письма. Дневники. Афоризмы. — Воронеж: Центр.-Чернозёмное кн. изд-во, 1981. — 366 с. — (Отчий край)
- Кубанёв В. М. Кто знает, что значит любить? Лирический дневник / Вступ. ст. А. М. Абрамов. — Воронеж: Центр.-Чернозем. кн. изд-во, 1987. — 108 с.
- Кубанёв В. М. Монологи большого мальчика: стихи, дневники, письма, песни. — изд. 2-е доп. — Рязань: Народный союз, 2011. — 123 с.